# Baie du Skodern
Die Baie du Skodern (französisch) ist eine kleine Bucht an der Küste des ostantarktischen Adélielands. Sie liegt westlich des Kap Jules.
Französische Wissenschaftler benannten sie nach dem Motorboot Skodern, das von 1951 bis 1952 in diesem Gebiet für hydrographische Vermessungen eingesetzt worden und am 17. Mai 1952 gesunken war.